# Lilly Schönauer
Lilly Schönauer bezeichnet eine an österreichischen Schauplätzen in Koproduktion von ORF, ARD, Bavaria Film und Satel Film gedrehte romantische Fernsehfilmreihe. Von 2006 bis 2013 wurden 14 jeweils etwa 90-minütige Episoden produziert und in ORF und ARD ausgestrahlt.

## Hintergrund
Im Gegensatz zu ähnlichen romantischen Fernsehfilmreihen wie jene von Rosamunde Pilcher mit Schauplatz Cornwall, Inga Lindström (Buch: Christiane Sadlo) mit Schauplatz Schweden, Utta Danella und Katie Fforde handelt es sich bei dem Namen „Lilly Schönauer“ um ein Pseudonym, hinter dem keine konkrete Person steht – die Drehbücher werden von verschiedenen und pro Episode wechselnden Autoren geschrieben.
Im Juni 2013 kündigte der ORF an, sich aus der Gemeinschaftsproduktion zurückziehen und ein neues Format entwickeln zu wollen, während die ARD für 2013 zwei weitere Folgen plante, die in Bayern gedreht werden sollten.
Einige Folgen wurden auch als Buch bzw. auf DVD veröffentlicht.

## Episoden
| Episode | Titel                         | Erstausstrahlung   | Drehbuch                                      | Buch | DVD |
| 1       | Die Stimme des Herzens        | 13. Oktober 2006   | Nicole Walter-Lingen                          |      |     |
| 2       | Liebe hat Flügel              | 27. Oktober 2006   | Nicole Walter-Lingen                          | *    |     |
| 3       | Umweg ins Glück               | 29. April 2007     | Nicole Walter-Lingen                          | *    |     |
| 4       | Liebe gut eingefädelt         | 6. Mai 2007        | Verena Kurth                                  | *    |     |
| 5       | Für immer und einen Tag       | 1. Juni 2008       | Verena Kurth                                  | *    |     |
| 6       | Und dann war es Liebe         | 28. November 2008  | Claudia Kaufmann                              |      |     |
| 7       | Heimkehr ins Glück            | 13. November 2009  | Tim Krause, Ronald Mühlfellner                |      | *   |
| 8       | Paulas Traum                  | 20. November 2009  | Claudia Kaufmann                              |      | *   |
| 9       | Verliebt in einen Unbekannten | 19. Mai 2010       | Antje Bähr                                    |      | *   |
| 10      | Wo die Liebe hinfällt         | 29. September 2010 | Antje Bähr                                    |      | *   |
| 11      | Liebe mit Hindernissen        | 17. Dezember 2010  | Sabine Leipert, Julia Neumann, Sabrina Rössel |      | *   |
| 12      | Liebe auf den zweiten Blick   | 23. Mai 2012       | Andrea Brown                                  |      | *   |
| 13      | Liebe mit Familienanschluss   | 16. Januar 2013    | Sabine Leipert, Julia Neumann, Sabrina Rössel |      | *   |
| 14      | Weiberhaushalt                | 26. Juni 2013      | Anna Morgenrot                                |      | *   |